# ジッゴ・ドーム
ジッゴ・ドーム（Ziggo Dome）はオランダ・アムステルダムにあるコンサート専用施設。最大17000名収容可能。

## 概要
ジッゴ・ドームはアムステルダム・アレナに隣接。地元オランダのケーブル事業を手がけるジッゴがネーミングライツを取得した。2012年6月24日のこけら落とし公演はマルコ・ボルサトであった。2013年にはMTV EMAが開催。2014年にはデ杯ワールドグループプレーオフのクロアチア戦が開催。2022年にはフットサルユーロ2022が開催。

## 周辺施設
- アムステルダム・ポート（アムステルダム市内で最大のショッピングモール）
- ハイネケン・ミュージックホール（コンサートホール）
- ヨハン・クライフ・アレナ（多目的スタジアム）
- Pathé ArenA（シネマコンプレックス）
- MediaMarkt（家電品店）